# Juliana de Lannoy

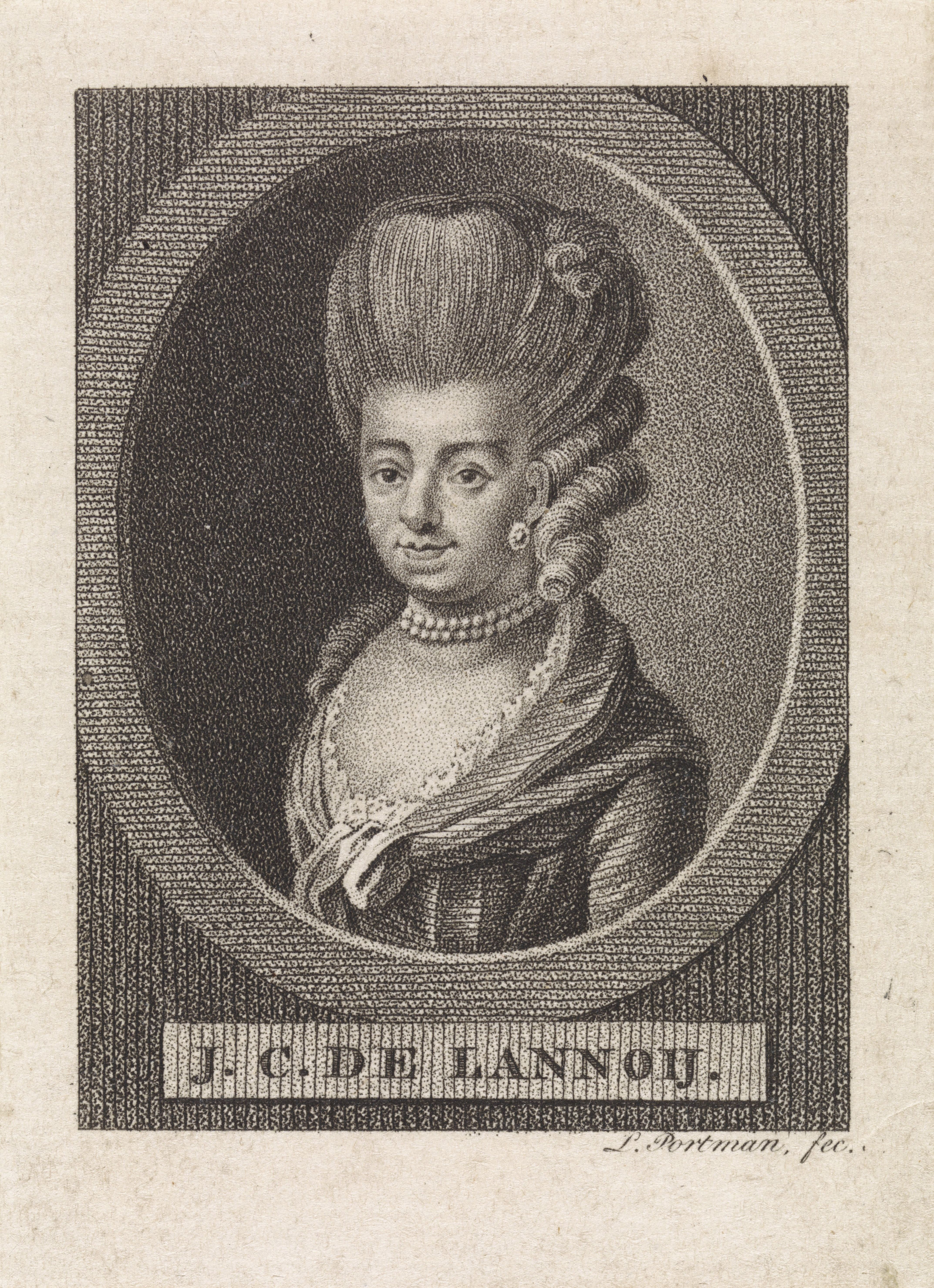
Juliana Cornelia de Lannoy, Stich von Ludwig Gottlieb Portman

Juliana Cornelia de Lannoy (* 20. Dezember 1738 in Breda; † 18. Februar 1782 in Geertruidenberg) war eine niederländische Dichterin.

## Leben und Werk
Juliana de Lannoy wurde 1738 in Breda als Tochter von Maria Aletta Schull geboren, die aus einer wohlhabenden Familie von städtischen Beamten stammte. Ihr Vater war der Offizier Carel Wybrandus de Lannoy, der mit seiner Berufswahl eine lange Familientradition fortsetzte und als Berufssoldat in der Armee der Republik der Vereinigten Niederlande diente (es war die Zeit des österreichischen Erbfolgekrieges 1740–1748). Nach ihren ersten Lebensjahren in Breda zog die Mutter mit Juliana und einem jüngeren Bruder 1743 zu ihrer Familie in Nijmegen, wo der zweite Bruder zur Welt kam.
Bevor sie ihr zwölftes Lebensjahr erreicht hatte, starben Julianas Großeltern, ihr jüngster Bruder und ihre Mutter, so dass sie zunächst in Zutphen bei der väterlichen Familie und ab 1952 mit der zweiten Ehefrau ihres Vaters und dem bald darauf geborenen Halbbruder in Deventer lebte. Ab 1958 lebte die Familie in der Garnisonsstadt Geertruidenberg – wo Juliana für den Rest ihres Lebens wohnen bleiben sollte.
Sie genoss eine vergleichsweise breit angelegte Bildung, soll früh viel gelesen haben und lernte zu zeichnen und zu malen. Der Rektor der Lateinschule von Breda, Adamus Christianus Schonck, unterrichtete sie in Sprache und Poesie. Ihm widmete sie auch ihr frühestes bekanntes Gedicht An Aristus von 1764.
Juliana de Lannoy blieb unverheiratet und „richtete ihre Energie, ihren Arbeitseifer und ihre Fähigkeiten ganz auf ihre literarischen Ambitionen.“ In ihrem ersten veröffentlichten Gedicht „Aan myn Geest“ (dt.: An meinen Geist) von 1766 trat sie in einem Zwiegespräch zwischen einem lyrischen „Ich“ und einem „Geist“ dafür ein, als Frau ein selbstbestimmtes Leben führen zu können – in ihrem Fall, als Dichterin in Wettbewerb zu männlichen Schriftstellern zu treten und auch die „großen Genres“, also Tragödien und Epen zu dichten. Ihr Ton ist lebendig und ironisch und das Gedicht sowie ihre folgenden drei Trauerspiele waren erfolgreich und wurden von der Kritik sehr gelobt. Formal hielt sie sich in ihnen streng an die Regeln des französischen Klassizismus; im Vergleich zu Dramen männlicher Dichter stellte de Lannoy jedoch stets eine starke, positive Heldin neben ihre männlichen Hauptfiguren, die den Geschichten in wichtigen Momenten eine entscheidende Wendung gaben.
Neben ihren dramatischen Stücken schrieb de Lannoy Gedichte – religiöse Lyrik ebenso wie Spottgedichte und einige so genannte „Überraschungssonette“ (franz.: sonnets du coude; niederl. verrassingssonnetten). Auch in ihrer Lyrik ging sie auf das Verhältnis zwischen den Geschlechtern und die konventionelle Wahrnehmung von Frauen und Männern ein, behandelte aber auch politisch-gesellschaftliche Themen und schrieb patriotische Poesie. Von den vier überlieferten Sonetten ist De onbestendigheid (dt. Die Unbeständigkeit) von 1779 das meistzitierte.
Als erste Frau wurde sie im Jahr 1772 als Ehrenmitglied in die Haager Dichtergesellschaft Kunstliefde spaaren geen vlyt aufgenommen. In den Jahren darauf wurde sie mehrfach mit Silber- und Goldmedaillen ausgezeichnet, unter anderem von der Leidener Dichtergesellschaft Kunst wordt door arbeid verkregen (dt.: Kunst wird durch Arbeit erlangt). Ihre Gedichtsammlung Dichtkundige werken, die sie 1780 nach einer schweren Krankheit veröffentlichte und die sie Wilhelmine von Preußen widmete, wurde von der Kritik begeistert aufgenommen – sie wurde als „Sappho unseres Jahrhunderts und Ehre ihres Geschlechts“ bezeichnet.
Als Juliana de Lannoy im Februar 1782 plötzlich starb, wurden anlässlich ihrer Beisetzung im Chor der örtlichen Gertrudis-Kirche fünfzehn Grabgedichte und Leichenlieder zu ihrer Erinnerung verfasst.

## Nachwirkung

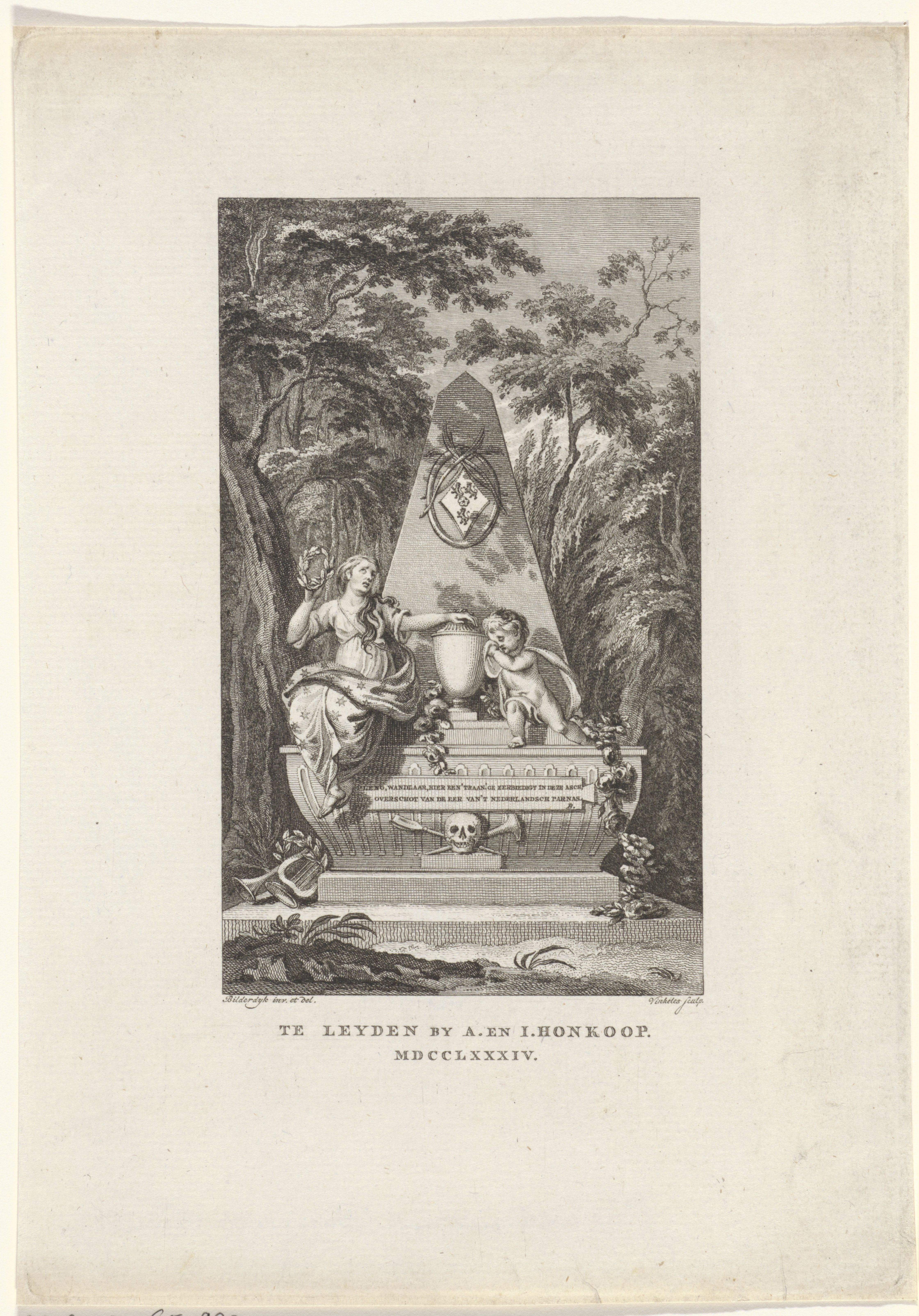
Gedenksäule für Juliana Cornelia de Lannoy

Der Schriftsteller Willem Bilderdijk veröffentlichte 1783 de Lannoys nachgelassene Gedichte, nachdem ihr Halbbruder alle unvollendeten Texte direkt nach ihrem Tod vernichtet hatte.

“In gedichten en de enkele van haar bewaard gebleven brief komt het beeld naar voren van een zelfbewuste vrouw die recht voor haar mening uitkomt en soms wel èrg plagerig uit de hoek kan komen tegen bekenden en vastgeroeste tradities. Maar ook het beeld van een vrouw die nimmer de goede zeden noch de sociale omgangsvormen van haar milieu uit het oog verliest.”

„Aus Gedichten und einigen ihrer überlieferten Briefe entsteht das Bild einer selbstbewussten Frau, die für ihre Meinung geradesteht und sich zuweilen sehr über alte und eingefahrene Traditionen aufregt. Aber auch das Bild einer Frau, die die guten Sitten und die sozialen Umgangsformen ihres Milieus nie aus den Augen verliert.“

Juliana de Lannoy wird bis in die Gegenwart rezipiert, in Anthologien aufgenommen und in fast jedem Handbuch zur niederländischen Literaturgeschichte erwähnt. Ihre Trauerspiele wurden bis ins 19. Jahrhundert hinein noch gespielt, gerieten (wie die meisten dieser Zeit) danach jedoch aus der Mode. Noch 1985 schrieb der Literaturwissenschaftler Gerrit Jan van Bork (* 1935), dass ihre Arbeiten in Vergessenheit geraten seien, da sie sich nicht über das Mittelmaß ihrer Zeit heraushöben. Im Rahmen von neueren Forschungen, die literarische Werke im zeitgenössischen Kontext untersucht und auch im Rahmen von Genderforschung kam wieder verstärkt wissenschaftliches Interesse an ihr auf. So schrieb Wilhelmina P. D. van Oostrum 2004, dass man de Lannoy nur eine „repressive Toleranz“ entgegengebracht habe und dass ihre überdurchschnittlichen, die männlichen Kollegen überflügelnden Leistungen zur neuen Norm erhoben worden seien und so die „Schwelle zum Ruhm“ für nachfolgende Schriftstellerinnen nur wieder höher gelegt worden sei.

## Veröffentlichungen (Auswahl)

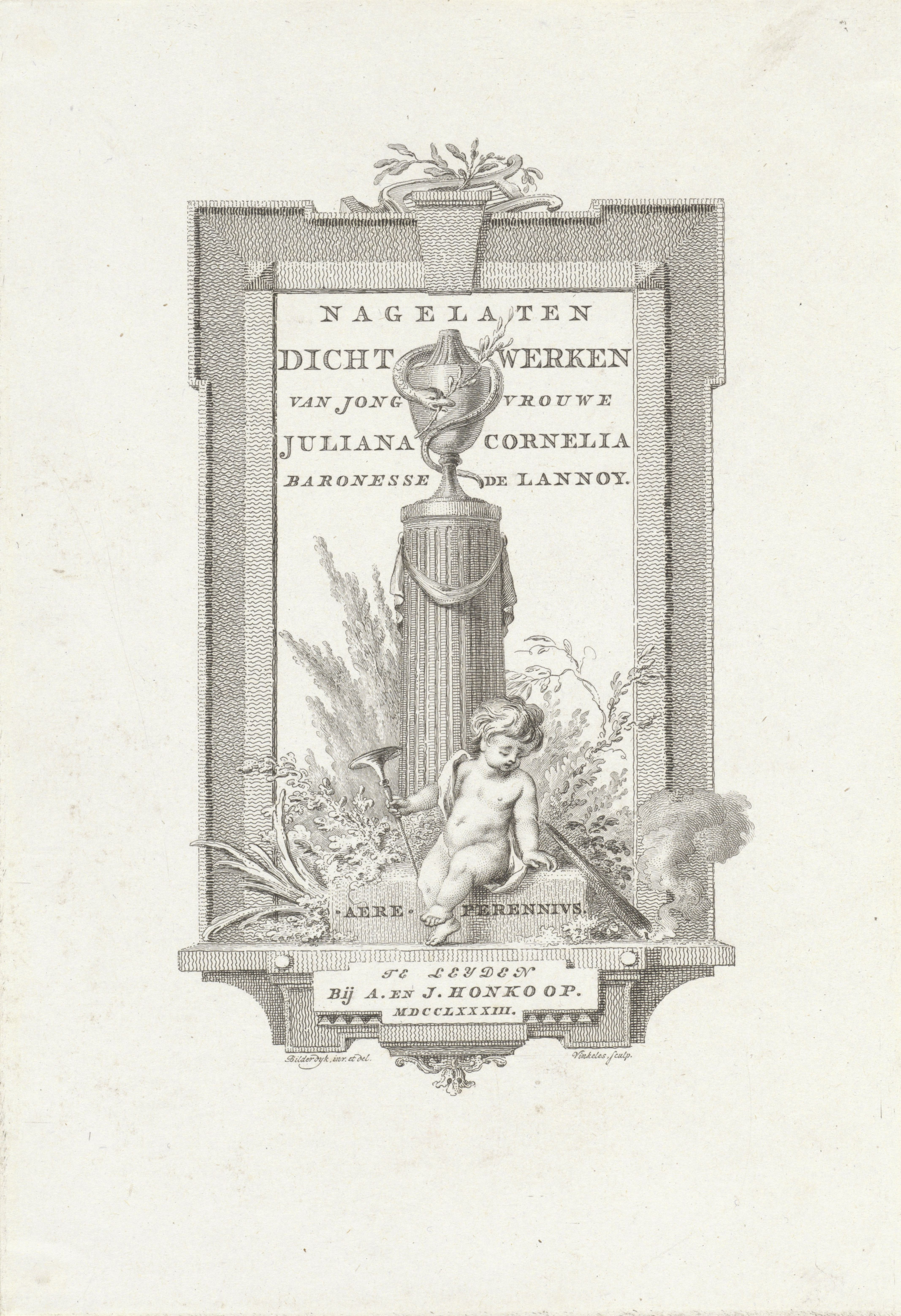
Titelseite der Nagelaten Dichtwerken (Nachgelassene Gedichte), 1783

### Tragödien
- Leo de Groote (Leo der Große), 1767
- Het beleg van Haarlem (Die Belagerung von Haarlem), 1770
- Cleopatra, koningin van Syriën (Kleopatra, Königin von Syrien), 1776

### Gedichte und Gedichtsammlungen
- Aan mynen geest (An meinen Geist), 1766
- Het gastmaal (Das Gastmahl), 1777
- Dichtkundige Werken, 1780
- Nagelaten Dichtwerken, 1783